# Ein Drama in Livland

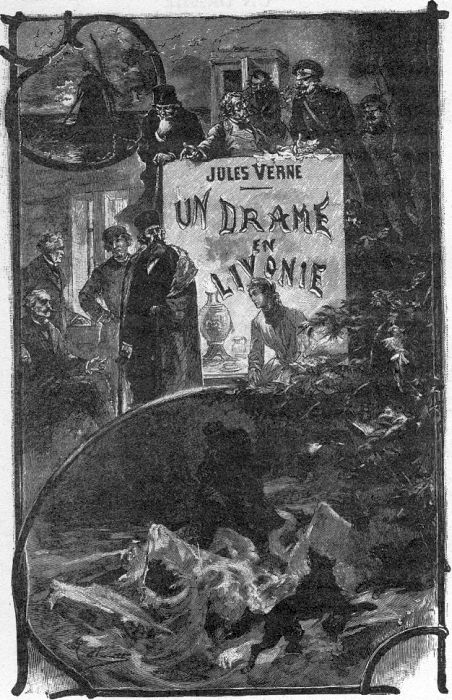
Titelseite der französischen Originalausgabe des Zeichners Léon Benett

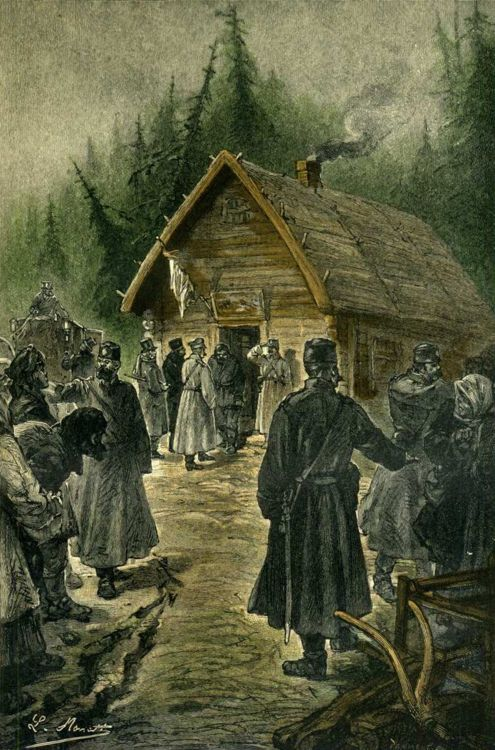
Illustration aus dem Roman, gezeichnet von Léon Benett

Ein Drama in Livland ist ein Roman des französischen Autors Jules Verne. Der Roman wurde erstmals 1904 von dem Verlag Pierre-Jules Hetzel unter dem französischen Titel Un drame en Livonie veröffentlicht. Die erste deutschsprachige Ausgabe erschien 1905 unter dem Titel Ein Drama in Livland.

## Handlung
Die Handlung des Romans spielt in Livland, einer historischen Landschaft im Baltikum, auf deren Gebiet das heutige Estland und Lettland liegen. Zu der Zeit der Handlung gehörte das Gebiet zum russischen Zarenreich. Den Hintergrund der Geschichte bilden die Auseinandersetzungen zwischen den deutschstämmigen Bewohnern und den Esten und Letten (im Roman als Slawen bezeichnet), die wiederum mit dem Zaren und seiner Verwaltung verbündet sind. Die Deutschstämmigen haben sich radikalisiert und zu Geheimbünden zusammengeschlossen.
Wladimir Yanof gehört zu einer im Untergrund gegen die Herrschaft des Zaren agierenden Vereinigung. Er wurde nach Sibirien deportiert und konnte von dort wieder fliehen. Er hat sich inzwischen quer durch Russland bis an die Grenze von Livland durchgeschlagen. Knapp kann er der Ergreifung durch eine russische Grenzstreife entgehen. Mit Hilfe seiner List und der Unterstützung anderer Deutschstämmiger kann er über die Grenze kommen. Er kommt in einem Landgasthof unter. Er wird allerdings von dem Brigadier Eck und dessen Schergen verfolgt.
In Riga lebt der Mathematik- und Physiklehrer Dimitri Nicolef zusammen mit seiner schönen 24-jährigen Tochter Ilka und seinem Sohn Jean. Jean studiert in Dorpat. Dimitri Nicolef lebt von der Erteilung von Privatunterricht. Er verdient damit jedoch nur das nötigste Geld. Sein Vater hatte durch schlechte Geschäfte sein Vermögen eingebüßt. Dimitri Nicolef hatte nach dem Tod seines Vaters die Schulden von seinem bescheidenen Vermögen zahlen wollen, um den Ruf der Familie zu wahren. Aus diesem Grund ist er jetzt selbst hoch verschuldet. Dimitri Nicolef ist der Vorsitzende der Slawischen Partei, die Russen und Letten gegen die politische Einflussnahme der Deutschen vereint. Wladimir Yanof beabsichtigte vor seiner Verbannung nach Sibirien Nicolefs Tochter Ilka zu heiraten.
Die Konflikte zwischen den verschiedenen Parteien steigern sich. Auch Nicolefs Sohn Jean und der Bankierssohn Karl, die beide in Dorpat studieren, sind Feinde. Als Jean schließlich Karl zu einem Duell herausfordert, lehnt dieser ab. Karl weigert sich mit dem Sohn eines Mörders zu kämpfen.
Der Grund dafür ist der vorausgegangene Mord an dem Bankangestellten Poch. Poch hatte die Aufgabe eine größere Summe Geldes zu einem Kunden zu bringen. In der Kutsche, mit der Bote Poch reiste, befand sich auch eine vermummte Gestalt. Nach einer Übernachtung im Gasthaus „Zum umgebrochenen Kreuze“ des Wirtes Kroff wurde Poch am Morgen des nächsten Tages tot aufgefunden. Der unbekannte Reisende wurde verdächtigt den Raubmord an Poch begangen zu haben. Eine Fahndung nach ihm wurde gestartet. Trotz seiner Verkleidung wurde die vermummte Gestalt als der Lehrer Dimitri Nicolef identifiziert.
Bei der folgenden Vernehmung weigert sich Nicolef anzugeben, was er inkognito in der Nacht in der Kutsche und in dem Gasthof zu suchen hatte. Sein Gegenspieler und politischer Rivale Johausen forciert die Untersuchungen gegen Nicolef. Der Betreiber der Herberge Kroff hatte ein einwandfreies Alibi. Als mögliches Motiv Nicolefs wurden dessen Schulden angesehen, da er die nächste Rate nicht bezahlen konnte. Außerdem belastet ihn, dass er seine Anwesenheit am Tatort nicht begründen will. Er kann nicht zugeben, dass er sich in dieser Nacht in dem Gasthaus mit seinem verbannten zukünftigen Schwiegersohn Wladimir Yanof getroffen hatte. Nicolef wollte Yanof eine Geldsumme zukommen lassen, die er für ihn verwahrt hatte.
Nicolef begeht nach seiner Verhaftung und dem Beginn der Anklage gegen ihn Selbstmord. Dies wird von den Ermittlern als ein Schuldeingeständnis angesehen. Das Ergebnis ist ein Justizirrtum mit einem politischen Hintergrund. Überraschend kann die Unschuld Nicolefs dann doch noch nachgewiesen werden. Kroff wird als der tatsächliche Mörder entlarvt. Es kann jetzt allerdings nur noch der Name Nicolefs rehabilitiert werden.

## Verfilmung
- Der Roman wurde 1973 in der Sowjetunion unter dem Titel Die Abenteuer des Ballonpiloten J. A (Originaltitel: Сломанная подкова; Slomannaya podkova) verfilmt. Regisseur war Semjon Aramowitsch (Семен Аранович). Darsteller waren Sergei Jurski als Michel Ardan, Marina Nejelowa als Leyda, Wladimir Rasumovski als Jakowlew, Witautas Paukschte als Dr. Peterson, Bronius Babkauskas als Bankier Schmidt, Jaan Tooming als Karl, Lembit Eelmäe als Grimm und andere Schauspieler.